# Aerosol Can
„Aerosol Can” – singel projektu muzycznego Major Lazer pochodzący z minialbumu Apocalypse Soon. W nagraniu gościnnie wystąpił Pharrell Williams, który jest również współautorem tekstu i współproducentem utworu razem z Major Lazer. Został wydany 14 lutego 2014 przez Because Music.

## Lista utworów
- Digital download[1]

| Nr | Tytuł utworu  | Długość |
| -- | ------------- | ------- |
| 1. | „Aerosol Can” | 3:02    |

## Notowania na listach
| Lista                              | Najwyższa pozycja |
| ---------------------------------- | ----------------- |
| Australia (Top 50 Singles)         | 37                |
| Belgia (Flandria) (Ultratip)       | 32                |
| Belgia (Flandria) (Ultratop Urban) | 10                |